# クリストフ・ツー・シュレースヴィヒ＝ホルシュタイン
クリストフ・ヘルツォーク・ツー・シュレースヴィヒ＝ホルシュタイン＝ゾンダーブルク＝グリュックスブルク（ドイツ語: Christoph Herzog zu Schleswig-Holstein-Sonderburg-Glücksburg, 1949年8月22日 - 2023年9月27日）は、グリュックスブルク家家長（1980年 - 2023年）。

## 経歴
シュレースヴィヒ＝ホルシュタイン公ペーターと、その妻でシャウムブルク＝リッペ侯子シュテファンの娘であるマリー・アリックスの間の長男（第2子）として生まれた。農業技術エンジニアの資格を有している。ドイツ連邦軍の予備役士官として2年間の兵役に服したことがあり、中尉の階級を持つ。1980年、父の死に伴って名目上のシュレースヴィヒ＝ホルシュタイン公爵を引き継いだ。多くの城や所領を経営するシュレースヴィヒ＝ホルシュタイン州最大の地主のうちの一人であり、グリュンホルツ荘園に在住していたが、2023年9月27日に病気により死去。74歳没。
1981年9月23日にグリュックスブルクにおいて、リッペ＝ヴァイセンフェルト侯子アルフレートの娘エリーザベトと結婚し、間に3男1女を儲けている。
- ゾフィー（1983年 - ）
- フリードリヒ・フェルディナント（フランス語版）（1985年 - ）
- コンスタンティン（1986年 - ）
- レオポルト（1991年 - ）